# Arc de Septime Sévère (forum Boarium)
Pour les articles homonymes, voir Arc de Septime Sévère (homonymie).
L'arc de Septime Sévère, appelé aussi arc des Argentiers (en latin : Arcus Septimi Severi, Arcus Argentariorum ou Monumentum Argentariorum), est un arc de triomphe romain du début du IIIe siècle qui se trouve à Rome dans l'ancien quartier de Vélabre. Il s'adosse aujourd'hui à la basilique romaine San Giorgio in Velabro (Saint-Georges-au-Vélabre).

## Localisation
L'arc sert probablement d'entrée au Forum Boarium, dans le Vélabre, bien que cette proposition ne fasse pas l'unanimité chez les historiens et les archéologues et abrite durant l'Antiquité des changeurs de monnaie, d'où son nom d'« arc des Argentiers ». Il se dresse aujourd'hui à l'angle sud-ouest de la basilique San Giorgio in Velabro.

## Histoire
Il est érigé en 204 apr. J.-C. et dédié par les négociants en viande et les banquiers en l'honneur de Septime Sévère, de son épouse et de ses fils Caracalla, de l'épouse de ce dernier, Plautille, de Geta, ainsi que de Plautien, ami de Septime Sévère et père de Plautille,.
L'inscription sur le fronton de l'arc est modifiée trois fois : une première fois en 205 apr. J.-C. après l'assassinat de Plautien, soupçonné de trahison par Septime Sévère et Caracalla ; une deuxième fois après le meurtre de Plautille par son époux Caracalla en 211 apr. J.-C. ;  enfin une troisième et dernière fois après le meurtre de Geta par son frère Caracalla, qui fait alors effacer toute inscription mentionnant son frère, qu'il voue à la damnatio memoriae (ainsi que l'épouse de celui-ci, et même son beau-père) des monuments de Rome,.

## Description

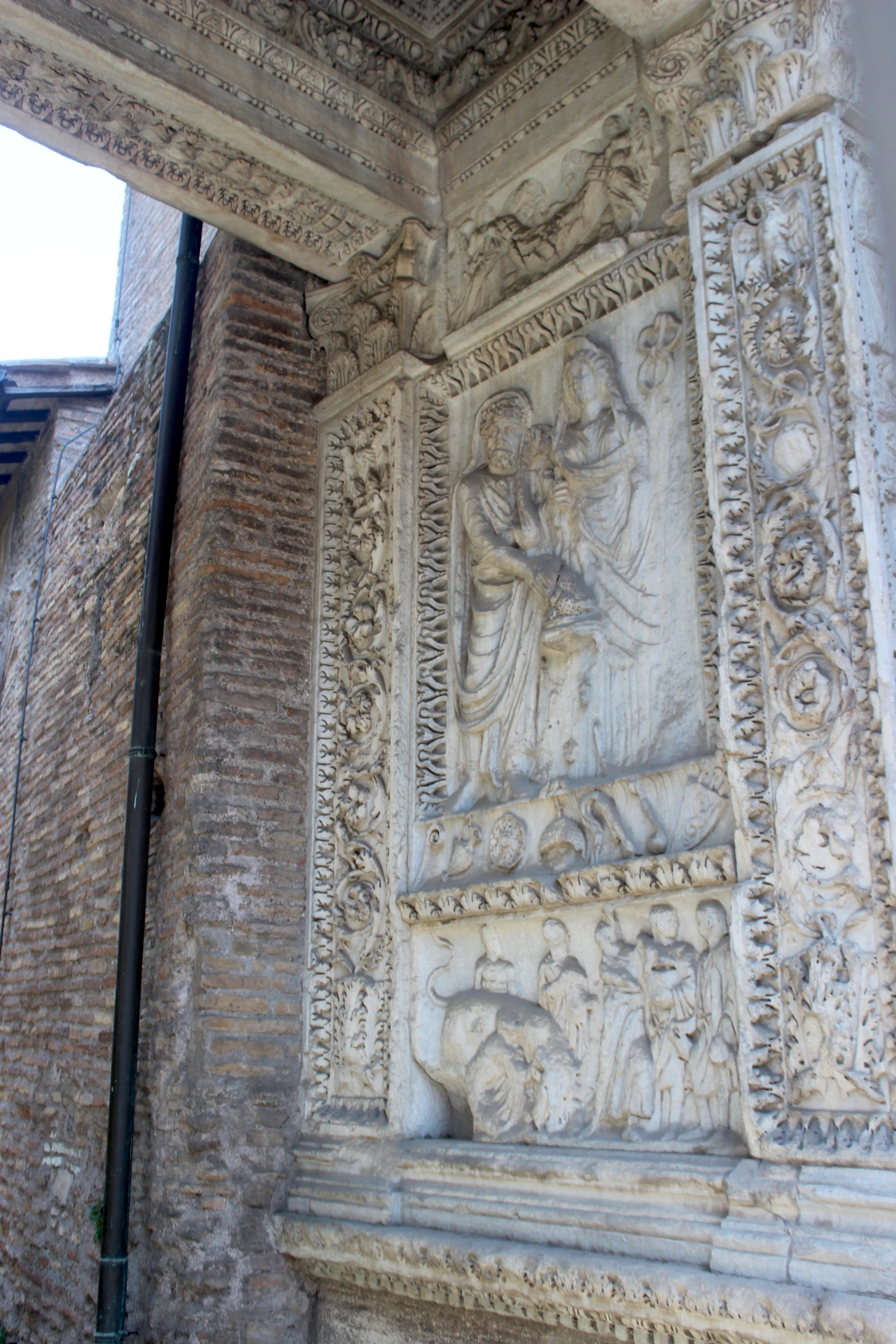
Décoration intérieure.

Le passage central n'est pas voûté, mais surmonté d'un plafond en caisson reposant sur deux piliers. L'arc est construit en marbre, excepté la base, qui se compose de blocs de travertin. Il mesure 6,15 mètres de hauteur et le passage central est large de 3,30 mètres. Ornée de pilastres avec des chapiteaux corinthiens, la façade extérieure est entièrement couverte de sculptures décoratives et de reliefs représentant des scènes de sacrifice. 
À l'intérieur, sont représentées les figures de la famille impériale mais celles de Plautille et de Publius Septimius Geta ont été effacées. Il présente, entre ses pilastres envahis par un décor végétal exubérant, des scènes figurées. Sur ces scènes, Septime Sévère et sa femme, Julia Domna, prêtresse de Cérès, sont représentés en train de sacrifier, tournés vers les spectateurs, en les invitant du regard à participer à l'acte religieux. En face, Caracalla fait aussi un sacrifice.

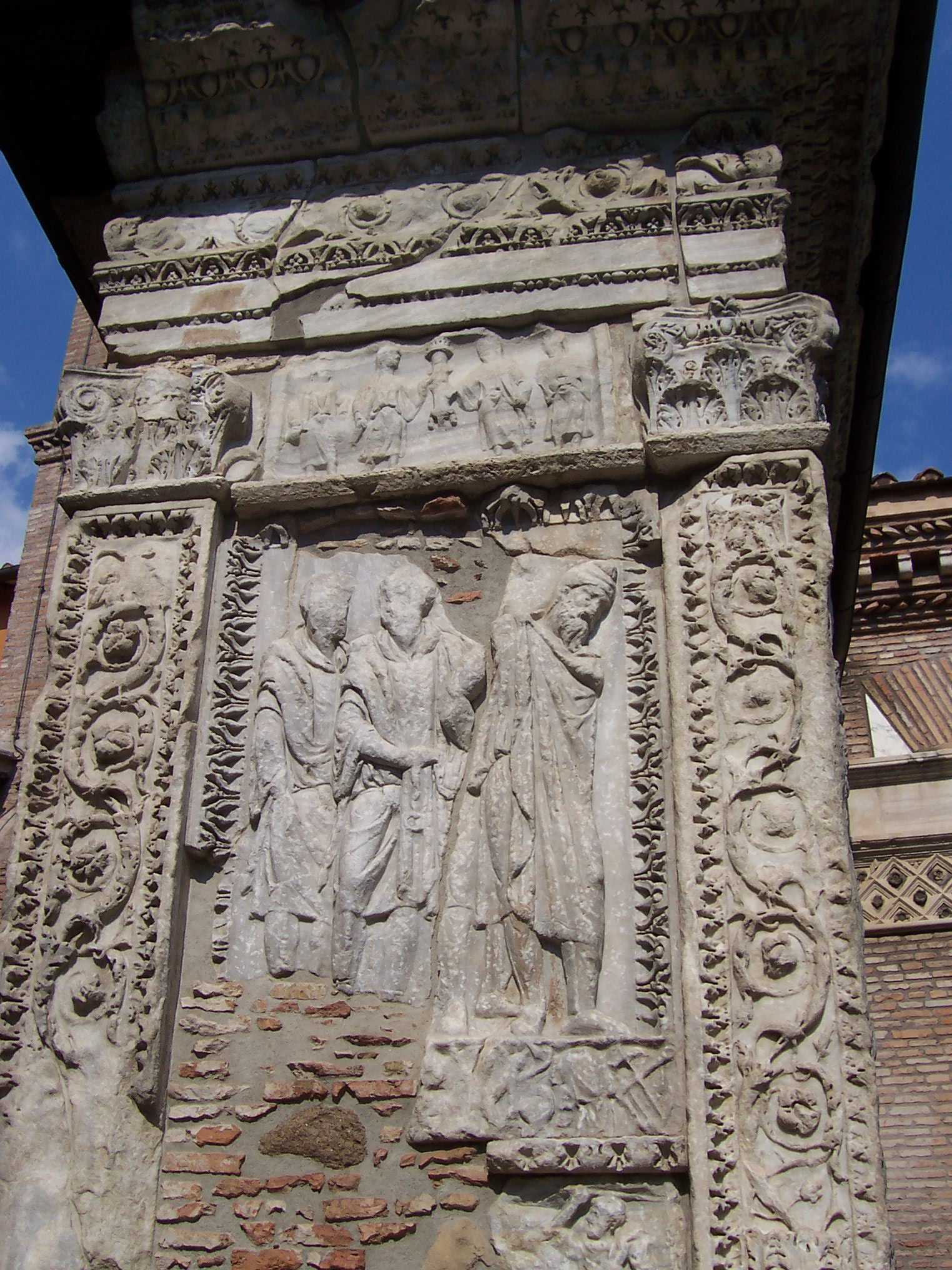
Reliefs extérieurs.
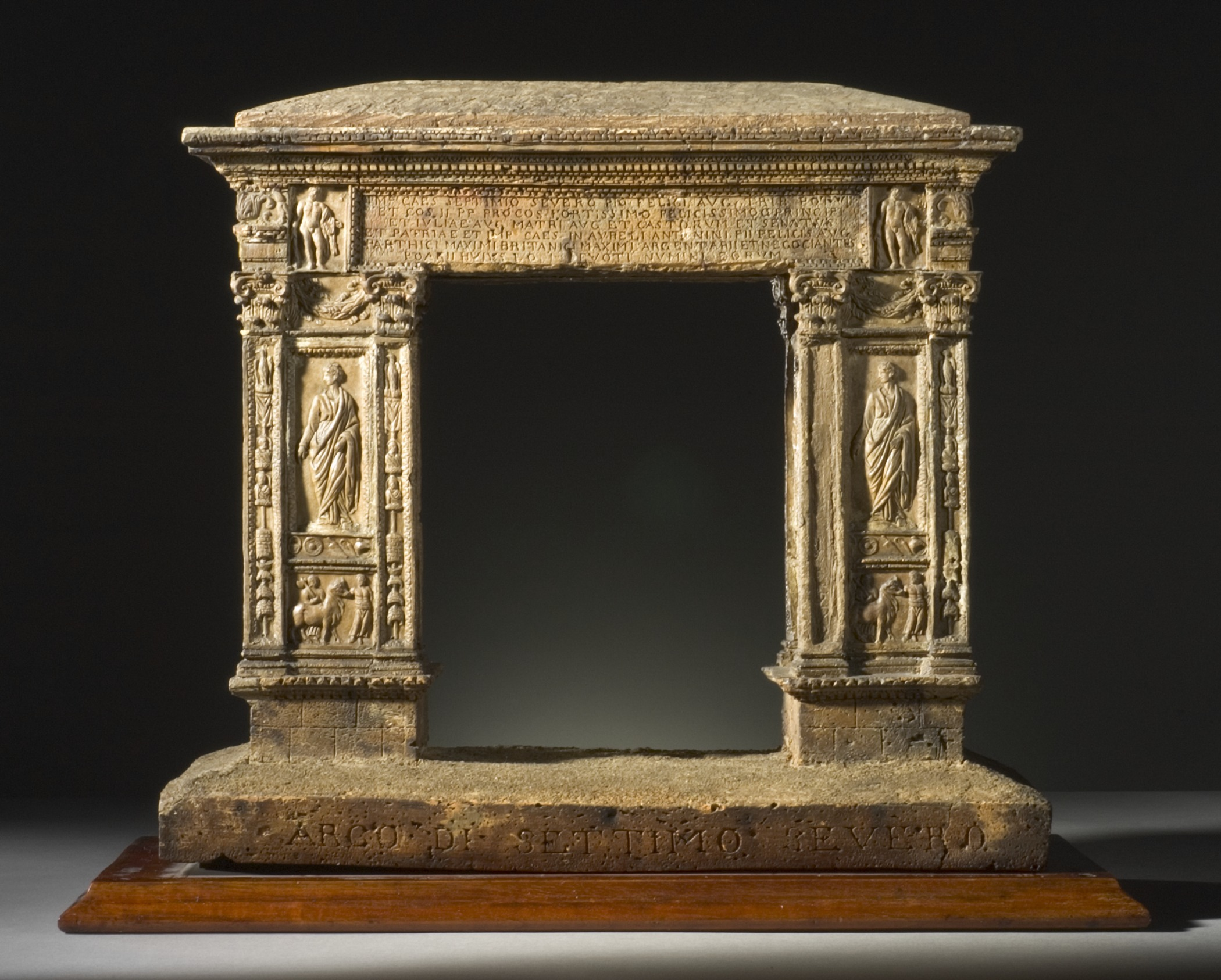
Reconstitution de l'arc, musée d'art du comté de Los Angeles.
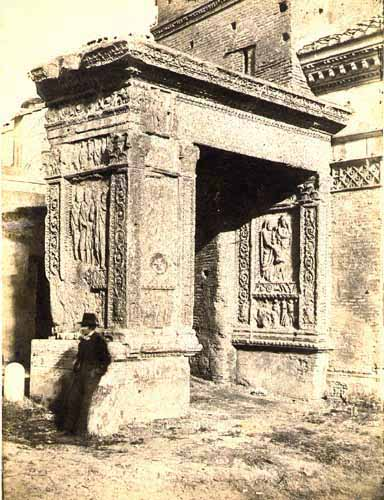
L'arc dans les années 1860.